# Yael Dayan
Yael Dayan (in ebraico יעל דיין‎?) (Nahalal, 12 febbraio 1939 – Tel Aviv, 18 maggio 2024) è stata una scrittrice, politica e attivista israeliana.

## Biografia

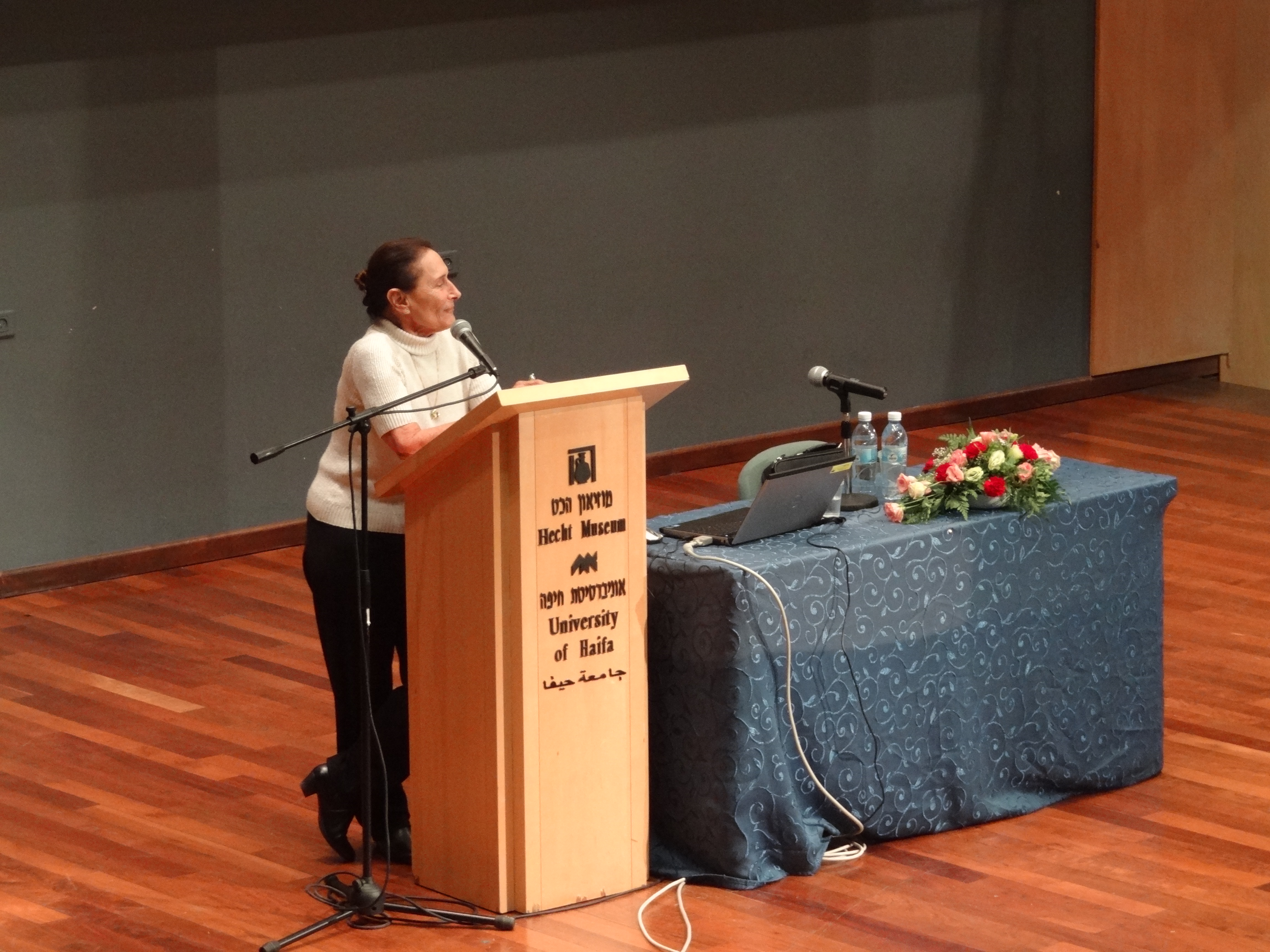
Yael Dayan durante una conferenza all'Università di Haifa del 12 novembre 2014 nell'ambito del programma Women's Studies and Gender

Figlia di Moshe Dayan e nipote di Shmuel Dayan, entrambi importanti rappresentanti politici nei primi anni della fondazione di Israele, Yael nacque a Nahalal. Dopo il servizio militare nell'esercito israeliano (IDF) col grado di Tenente presso l'Ufficio Stampa dell'IDF, Dayan studiò Relazioni Internazionali all'Università Ebraica di Gerusalemme di Gerusalemme e Biologia all'Open University of Israel. 
Yael Dayan iniziò la sua carriera come scrittrice e giornalista, pubblicando cinque romanzi, un resoconto della Guerra dei sei giorni intitolato Israel Journal: June 1967 e una biografia di suo padre dal titolo My Father, His Daughter. Divenuta un'attivista per la pace, si unì al movimento Peace Now (in ebraico שלום עכשיו‎? - Shalom Akhshav: Pace Ora), partecipando a Bat Shalom, all'International Center for Peace e al Council for Peace and Security e tenendo conferenze in tutto il mondo sui temi della pace e della sicurezza. In Israele promosse costantemente i diritti umani, i delle donne e i diritti degli omosessuali.
Nel 1992, Yael Dayan fu eletta alla Knesset per il Partito Laburista Israeliano e divenne presidente del Comitato per la Condizione della donna. Per merito suo, Israele approvò la legge contro l'oppressione sessuale negli anni 1990. Nel 1996 e 1999 fu rieletta nella Knesset come membro della coalizione One Israel, diventando nuovamente presidente del Comitato per la Condizione della donna nel 1999. Perse il seggio alle elezioni del 2003 e abbandonò i laburisti per unirsi al partito Meretz con Yossi Beilin. Dayan fu vicesindaco di Tel Aviv, responsabile dei servizi sociali. Fu una poliglotta parlando oltre al nativo ebraico anche inglese, spagnolo, francese e greco.
Yael Dayan morì a Tel Aviv il 18 maggio 2024 all'età di 85 anni.

## Vita privata
Si sposò con Dov Sion, che le premorì. La coppia ebbe due figli (Dan e Rachel).

## Opere

### Romanzi
- New Face In The Mirror - 1959
  - Una Giovane Roccia - Milano, Mondadori/Bosco 1962
- Envy The Frightened - 1961
- Dust - 1963
- Death Had Two Sons - 1967
  - La morte aveva due figli - Garzanti, 1969
- Three Weeks In The Fall - 1979

### Saggi
- The Promised Land: Memoirs of Shmuel Dayan (ed.) - 1961
- Israel Journal: June 1967 (conosciuto anche come A Soldier's Diary) - 1967
  - Diario di guerra 1967 - Garzanti, 1967
- My Father, His Daughter - 1985
  - Mio padre Moshe Dayan - SugarCo, 1986